# Yikes (Nicki Minaj)
Yikes è un singolo della rapper trinidadiana Nicki Minaj, pubblicato il 7 febbraio 2020.

## Pubblicazione
Yikes è il primo singolo da solista di Nicki Minaj dopo la pubblicazione di Megatron a giugno 2019.

## Tracce
Testi e musiche di Onika Maraj, Bobby Barrett, Darryl Clemons e Derrick Milano.
1. Yikes – 2:36

## Formazione
- Nicki Minaj – voce
- Pooh Beatz – programmazione, produzione
- Jamal Berry – registrazione
- Chris Athens – ingegneria del suono
- Aubry "Big Juice" Delaine – missaggio

## Successo commerciale
Nella Billboard Hot 100 Yikes ha debuttato alla 23ª posizione, diventando il 108º ingresso di Nicki Minaj. La rapper ha così superato Kanye West ed è diventata la quinta artista ad averne di più in assoluto nella storia della classifica. Il brano ha esordito direttamente in vetta alla classifica digitale, grazie a 20 000 copie vendute, diventando la sua quarta numero uno e la prima da solista. Ha inoltre accumulato 15,5 milioni di riproduzioni streaming nella sua prima settimana, debuttando così al 16º posto nella classifica dedicata.
Nella classifica britannica ha fatto il suo ingresso alla 79ª posizione con 7 785 unità distribuite nella sua prima settimana, diventando la cinquantaseiesima entrata dell'interprete.

## Classifiche
| Classifica (2020) | Posizione massima |
| ----------------- | ----------------- |
| Canada            | 54                |
| Grecia            | 52                |
| Irlanda           | 85                |
| Regno Unito       | 69                |
| Stati Uniti       | 23                |